# Dello di Niccolò Delli
Pour les articles homonymes, voir Delli.
Daniello dit Dello, di Niccolò Delli ou Dello Delli, Dello di Niccolò (Dello Delli ou Niccolò Fiorentino,), né à Florence vers 1403, mort  vers 1466, est un peintre et un sculpteur italien du XVe siècle, dont l'œuvre se rattache au courant de la première Renaissance.

## Biographie
Il est le fils de Nicholò Dello, tailleur florentin,  et de Monna Orsa. Il est le frère des peintres Niccolò Delli et Sansone Delli.  
Entre 1420 et 1424, il a réalisé plusieurs sculptures à Florence. Vasari cite le Couronnement de la Vierge en terre cuite avec une polychromie de Bicci di Lorenzo, aujourd'hui déplacée, qui était placée sur le tympan de l'église Sant’Egidio de l'hôpital Santa Maria Nuova. À proximité était placée une autre sculpture de Dello Delli, Jésus montrant sa plaie au côté, aujourd'hui au Victoria and Albert Museum de Londres.

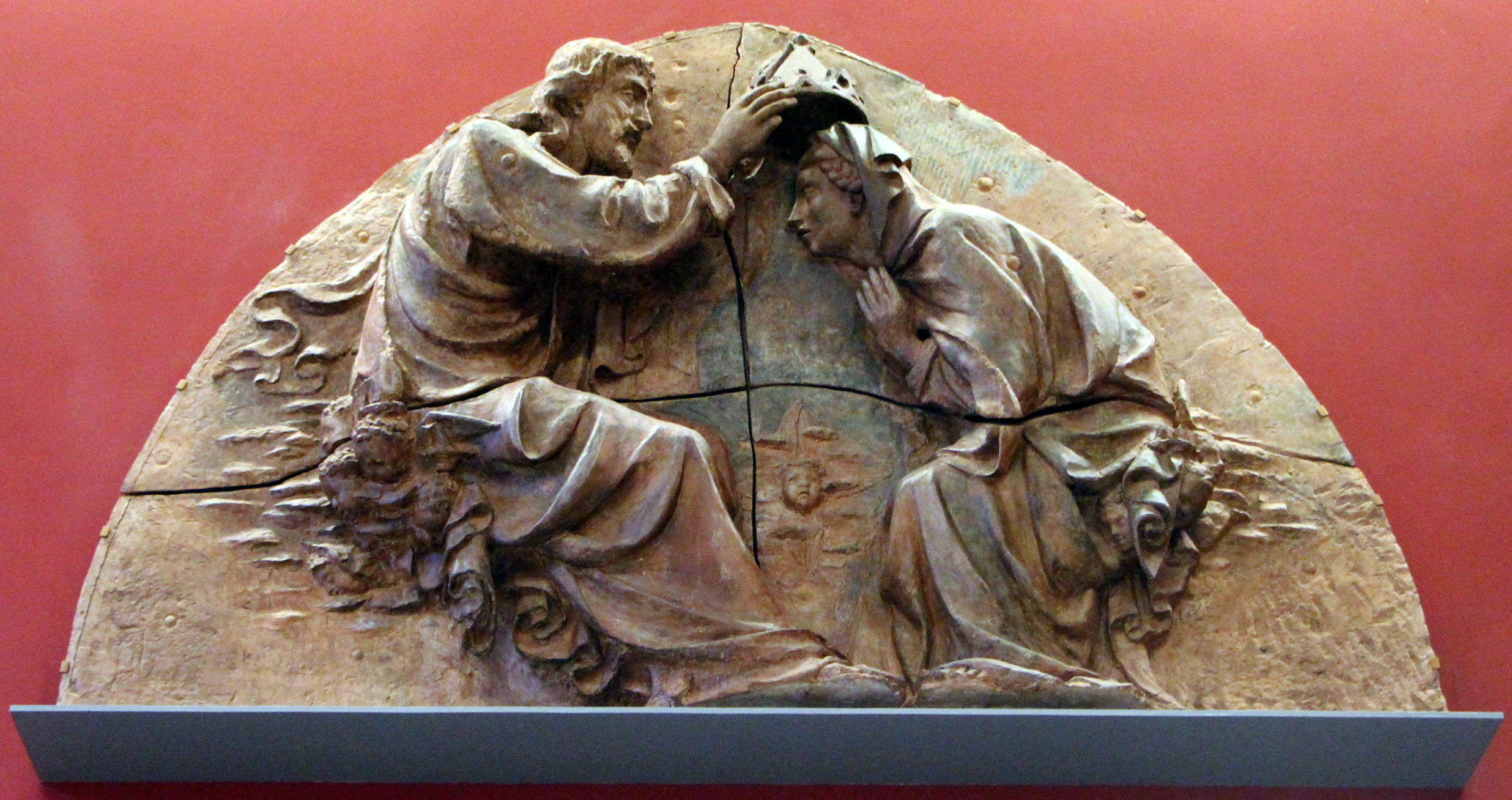
Couronnement de la Vierge à                         l'Hôpital Santa Maria Nuova.
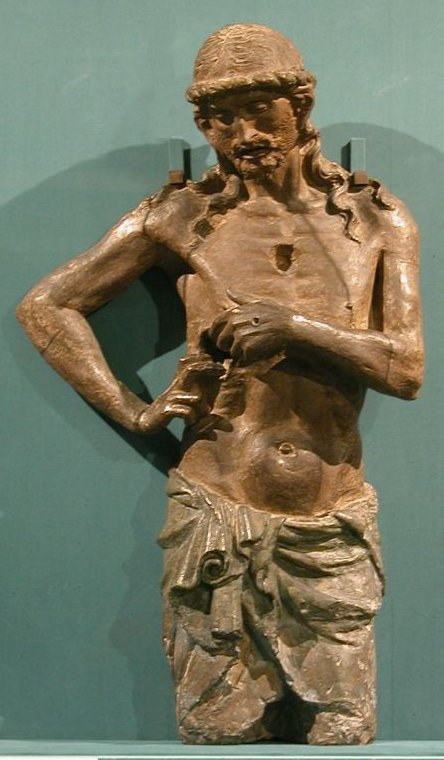
Jésus montrant sa plaie au côté.
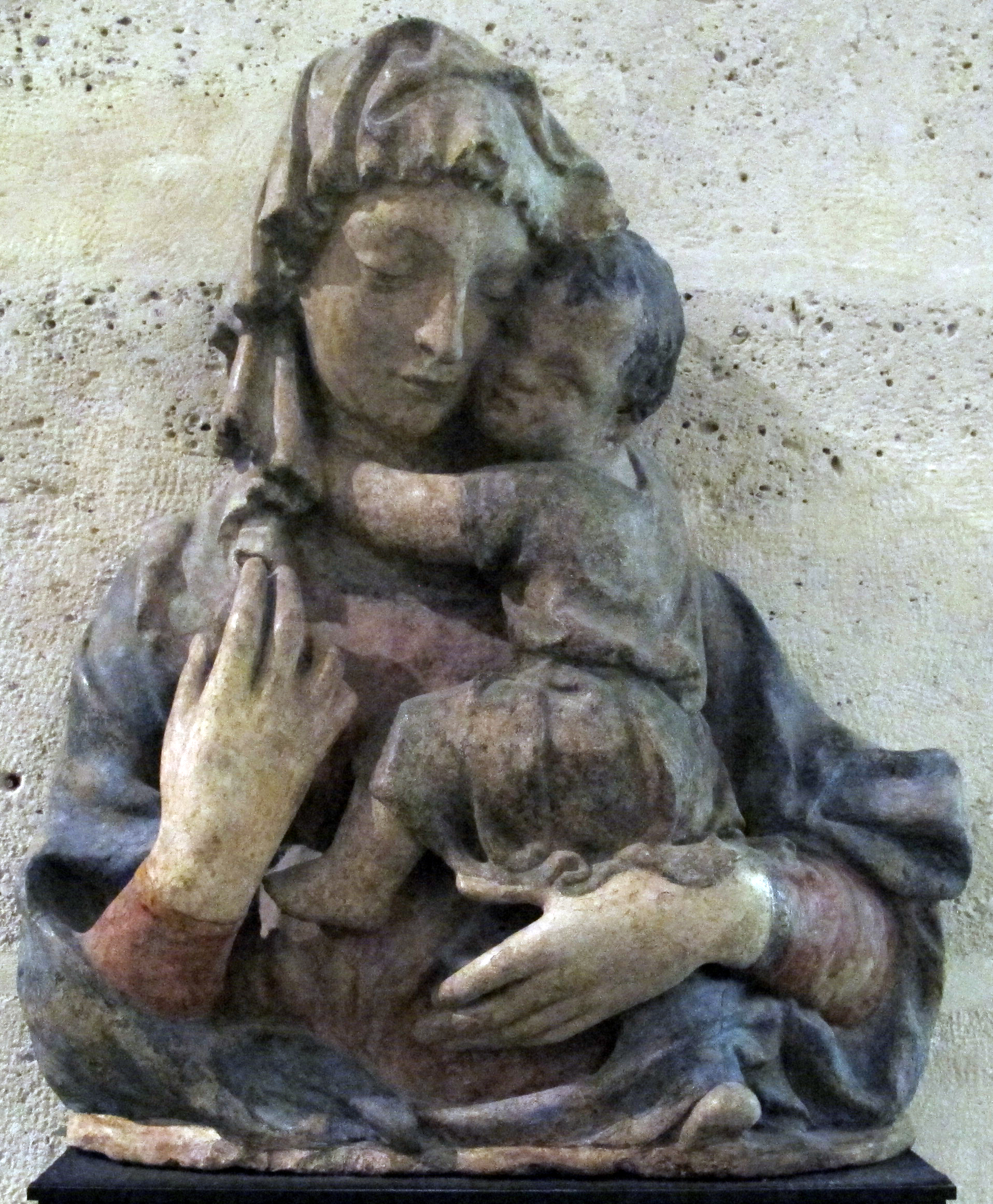
Vierge à l'Enfant (attribution) du musée du Louvre[6].

La personnalité du jeune Delli est un peu mystérieuse. Elle se révèle pleinement par des visages fortement caractérisés et un modelé rigoureux, y compris dans les têtes des chérubins qui affleurent parmi les nuages.
En 1424, Nicholò Dello est condamné à mort pour désertion et il s'exile à Sienne avec sa famille. Dello réalise une statue en bronze qui frappait les heures à la Torre del Mangia du Palais public. 
En 1427, la famille fuit de nouveau, cette fois à Venise.  
De 1430 à 1433, Dello di Niccolò Delli est documenté de nouveau à Florence. D'après Vasari, jugeant la sculpture peu rémunératrice, il se met à la peinture car la demande est importante pour des boiseries peintes pour le décor des maisons florentines, en particulier les coffres de mariage, les cassoni. D'après Cennino Cennini, pour Jean de Médicis, il aurait fait la décoration d'une chambre qui a disparu. Il a été inscrit à l'Arte dei Speziali en 1433.

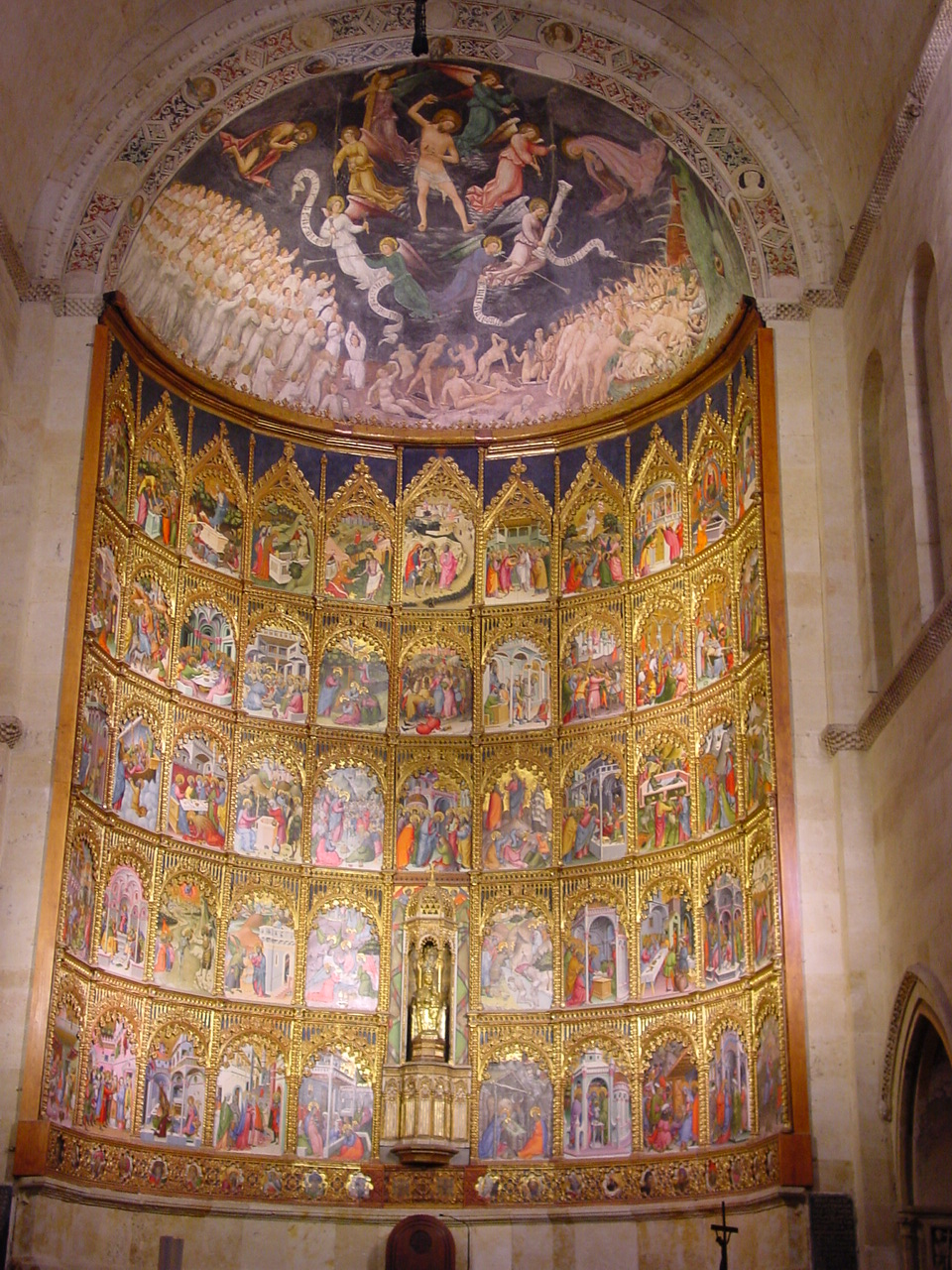
Le grand retable du maître-autel et le Jugement dernier de la
Vieille cathédrale de Salamanque (1445).

De  1433 à 1445 il est en Espagne, travaillant à la cour du roi Jean II de Castille, où il est fait chevalier. Il est à Valence puis à Salamanque en 1445. On lui attribue les 53 panneaux illustrant les vies de la Vierge et du Christ composant le retable de la vieille cathédrale de Salamanque et la fresque du Jugement dernier peinte sur le cul-de-four de l'abside dont le contrat signé Niccolò Fiorentino date du 15 décembre 1445. Mais Niccolò Fiorentino n'est pas Dello Delli, mais son frère cadet Niccolò Delli. Il est difficile de savoir quelle influence a eu Dello en Espagne car aucune autre œuvre a été conservée. Dans les œuvres qu'on peut lui attribuer actuellement s'affirme l'influence de Masolino et de Gentile da Fabriano.

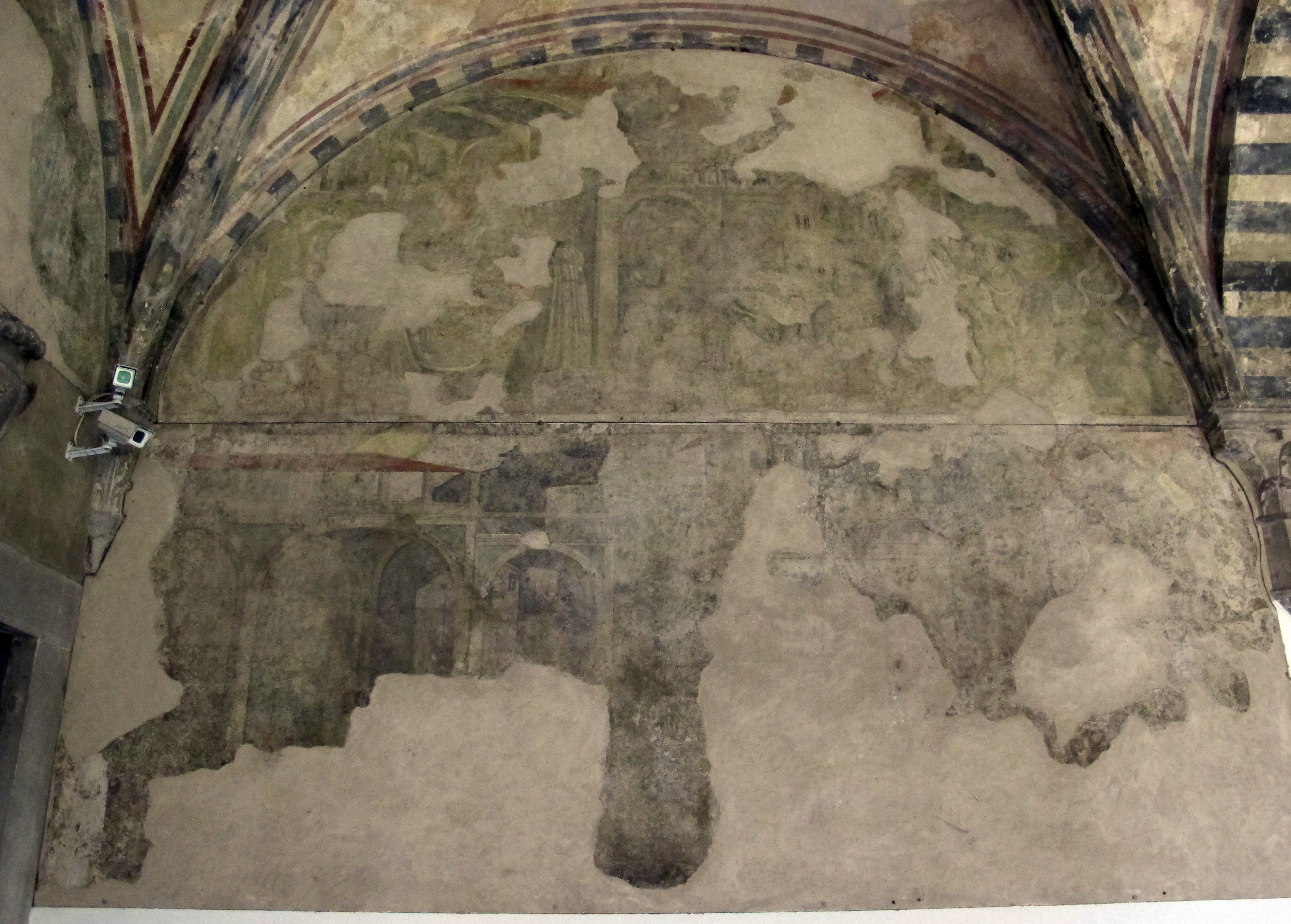
Peinture de l'histoire de Jacob
Chiostro Verde.

Le 2 juin 1446, Dello a probablement travaillé à Naples au service du roi Alphonse d'Aragon. à Castel Nuovo. Le 27 juin de la même année, Dello retourne à Florence pour faire reconnaître son titre de chevalier qui lui a été accordé en Espagne. La Señoría a reconnu son titre. Il aurait été un collaborateur de Paolo Uccello et exécuté des peintures en terra verde du cloître, le Chiostro Verde, de la basilique Santa Maria Novella. Vasari lui a attribué la peinture Isaac bénissant Ésaü appartenant au cycle de l' Histoire de Jacob, mais elle semble être de plusieurs mains.
Entre 1460 et 1466, Filarete mentionne Dello dans son Trattato di architectura (Traité d'architecture).
Vasari a écrit dans sa biographie de Dello qu'il est retourné en Espagne et qu'il y est mort à l'âge de 49 ans, mais il a dû mourir après 1466. C'est son frère Niccolò qui est mort en Espagne et a été enterré à Valence.

## Œuvres
- Un monumental  retable du fond du chœur du maître-autel  de la vieille cathédrale de Salamanque représentant les Vies de la Vierge et du Christ (1440-1445) sur 53 peintures sur bois disposées sur 5 registres de 11 ruelles.